# Église Santa Maria della Concordia
L’église Santa Maria della Concordia ou plus exactement Santa Maria del Carmine alla Concordia est une église du centre historique de Naples donnant sur le bord de la piazzetta qui porte son nom. Elle est dédiée à Notre-Dame du Mont-Carmel et dépend de l'archidiocèse de Naples.

## Histoire
L'église est bâtie en 1556 dans les Quartiers Espagnols selon les dessins du carme Giuseppe Romano. Sa façade est refaite au XVIIIe siècle par Giovan Battista Nauclerio. Niccolò Tagliacozzi Canale refait des travaux de menuiserie en 1735.

## Description

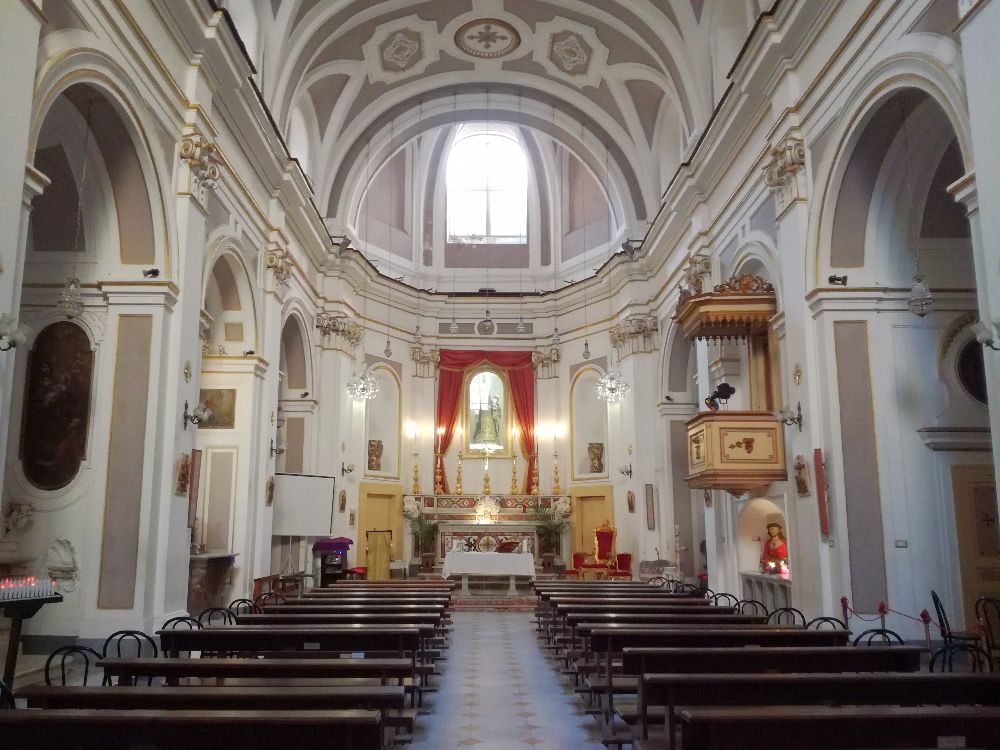
Intérieur de l'église.

Près de la porte de la sacristie, on remarque une peinture de Ribera figurant La Sainte Vierge avec saint Michel, mais certains experts l'attribuent à Azzolino.
À gauche de l'entrée, se trouve le monument funéraire de Gaspare Benemerino (mort en 1641), fils du sultan de Fès, qui a renoncé au trône et s'est converti au christianisme pour suivre les armées de Philippe II d'Espagne, comme on peut le lire sur l'inscription lapidaire.
Le couvent des carmes, qui avait abrité un pensionnat et une école de musique, est supprimé par les Français au début du XIXe siècle pour être transformé en prison de débiteurs, amplement citée par la littérature populaire de l'époque.
La façade de Nauclerio est d'un intérêt artistique certain. Sur un fondement de piperno deux paires de lésènes composites en rythment la surface. Elle est couronnée d'un décor rococo de volutes et de cartouches. Elle a été restaurée en 2009 à la suite d'un incendie.